# Ya soshla s uma
«Ya Soshla S Uma» (cirílico: «Я сошла с ума») —en español: «Me volví loca»— es una canción interpretada por el dúo ruso t.A.T.u., compuesta a manera de pop rock con elementos de música electrónica. Su lanzamiento se realizó en el último cuatrimestre del año 2000 cómo su sencillo debut y primer corte de su primer álbum de estudio 200 Po Vstrechnoy publicado por la discográfica Universal Records.
La canción se incluyó también en 200 km/h in the Wrong Lane, donde su título se romanizó erróneamente cómo «Ya shoslá s umá» en la contraportada, y el CD mostraba «Ya sholá s umá» en las notas, también en el CD Greatest Hits Best fue mal escrito cómo Ya Soshia S Uma. La canción tiene una versión en inglés, llamada «All The Things She Said». En el 2001 «Ya Soshla S Uma» ganó en los premios MTV Video Music Awards 2001 - Internacional Viewer's Choice.

## Vídeo musical
El vídeo fue dirigido por Iván Shapoválov, donde las cantantes Yulia Volkova y Lena Katina están vestidas cómo escolares católicas (muy común en los temas fetiche). A lo largo del vídeo, cae lluvia y nieve. En algunas escenas del vídeo las dos se besan, mientras están detrás de una reja, mientras que en el otro lado hay una multitud de gente observándolas. El vídeo termina en un giro irónico, cuando las chicas dan vuelta en la esquina del edificio, donde se ve el horizonte y no hay lluvia, interpretándose de manera artística que las personas son los verdaderos cautivos.
A pesar de que el vídeo generó polémica en múltiples países europeos, principalmente por el tema del lesbianismo, igualmente fue difundido por la televisión, logrando el primer lugar en las ediciones de MTV de Rusia en el año 2000.
Hubo otro vídeo de «Ya Soshla S Uma (HarDrum Mix)», que continuamente mostraba tanto las escenas de los besos del vídeo original como las inéditas. Este se incluyó en el álbum recopilatorio The Best.

## Sencillos
1. Ya Soshla S Uma (Album Version) (3:31)
2. Ya Soshla S Uma (DJ Ram Remix) (4:05)
3. Ya Soshla S Uma (S.Galoyan Remix) (4:33)
4. Ya Soshla S Uma (DJ Ram BreakBeat Remix) (3:40)
5. Ya Soshla S Uma (HarDrum Remix) (4:01)
6. Ya Soshla S Uma (Music Video)
7. Ya Soshla S Uma (Music Video Remix)

## Remixes
- Ya Soshla S Uma (HarDrum Remix)^ 4:01
- Ya Soshla S Uma (DJ Ram Remix)^ 4:05
- Ya Soshla S Uma (DJ Ram Dance Remix)^ 3:59
- Ya Soshla S Uma (DJ Ram Break Beat Remix)^ 3:40
- Ya Soshla S Uma (DJ Ram Drum & Bass Mix)^ 3:34
- Ya Soshla S Uma (DJ Ram Edit)^ 3:24
- Ya Soshla S Uma (S.Galoyan Remix 1)^ 4:05
- Ya Soshla S Uma (S.Galoyan Remix 2)^ 4:33
- Ya Soshla S Uma (S.Galoyan Demo Remix) 5:33
- Ya Soshla S Uma (Complex Number Variation) 5:06
- Ya Soshla S Uma (DJ Slider Goa Trance Mix) 7:00
- Ya Soshla S Uma (Kavkaz Edit) 4:28
- Ya Soshla S Uma (Nero Remix) 5:58
- Ya Soshla S Uma (DJ Morven Vocal Experience) 3:32
- Ya Soshla S Uma (DJ Morven Vocal Remix) 5:35
- Ya Soshla S Uma (DJ Roma Jun Step Club Experience Mix) 5:37
- Ya Soshla S Uma (Pablo Blue vs. DJ Ram Remix) 4:44
- Ya Soshla S Uma (DJ T & DJ Dust, S.O.S. Remix) 3:28
- Ya Soshla S Uma (DJ Kro Trance Bass Remix) 3:12
- Ya Soshla S Uma (DJ Otsta Remix) 6:26
- Ya Soshla S Uma (DJ Shuh Remix) 3:21
- Ya Soshla S Uma (DJ Vinil Mix) 3:55
- Ya Soshla S Uma (Kadet Remix) 3:57
- Ya Soshla S Uma (Buch Mix) 2:27
- Ya Soshla S Uma (C4 Remix) 3:53
- Ya Soshla S Uma (DJ Diskoamp Remix) 4:06
- Ya Soshla S Uma (Bitty's Mix Of A Remix) 3:37
- Ya Soshla S Uma (Xploid & Craft Edit) 3:50
- Ya Soshla S Uma (Xploid Crazy Melody Variation) 3:42
- Ya Soshla S Uma (DJ Snow Tattoo-Tatoo-Taty-t.A.T.u. Variation) 4:01
- Ya Soshla S Uma (Pimenov PPK vs. Cvetkoff Remix) 3:03
- Ya Soshla S Uma (DJ Juta Techno Remix) 6:15
- Ya Soshla S Uma (DJ Axe-D Drum & Bass Remix) 3:21
- Ya Soshla S Uma (DJ Evil Scorpio Revert Mix) 1:39
- Ya Soshla S Uma (DJ Gan & Slavec Remix) 4:32
- Ya Soshla S Uma (xXx Expresso Mix) 2:23
- Ya Soshla S Uma (MZ Mix) 4:06

## Certificaciones
| País  | Certificación (si aplica) | Ventas/entregas |
| ----- | ------------------------- | --------------- |
| Rusia | -                         | 200.000         |

## Posiciones
| País                   | Máxima posición |
| ---------------------- | --------------- |
| Bulgaria - MM-Chanel   | 1               |
| Europa del Este        | 1               |
| Italia                 | 1               |
| Letonia Top 30         | 8               |
| México Top 10          | 2               |
| Oriente                | 1               |
| Polonia Airplay Chart  | 1               |
| Polonia Top 30         | 2               |
| República Checa Top 50 | 18              |
| Rusia                  | 1               |